# Nabesite
La nabesite è un minerale.